# ببر بنگال (فیلم ۲۰۱۵)
ببر بنگال (به انگلیسی: Bengal Tiger) فیلمی محصول سال ۲۰۱۵ و به کارگردانی سامپات ناندی است. در این فیلم بازیگرانی همچون راوی تجا، تمنا باتیا، راشی خانا، بومان ایرانی، نثار، سایاجی شینده و راما پرابها ایفای نقش کرده‌اند.